# Nahverkehr in Wiesbaden

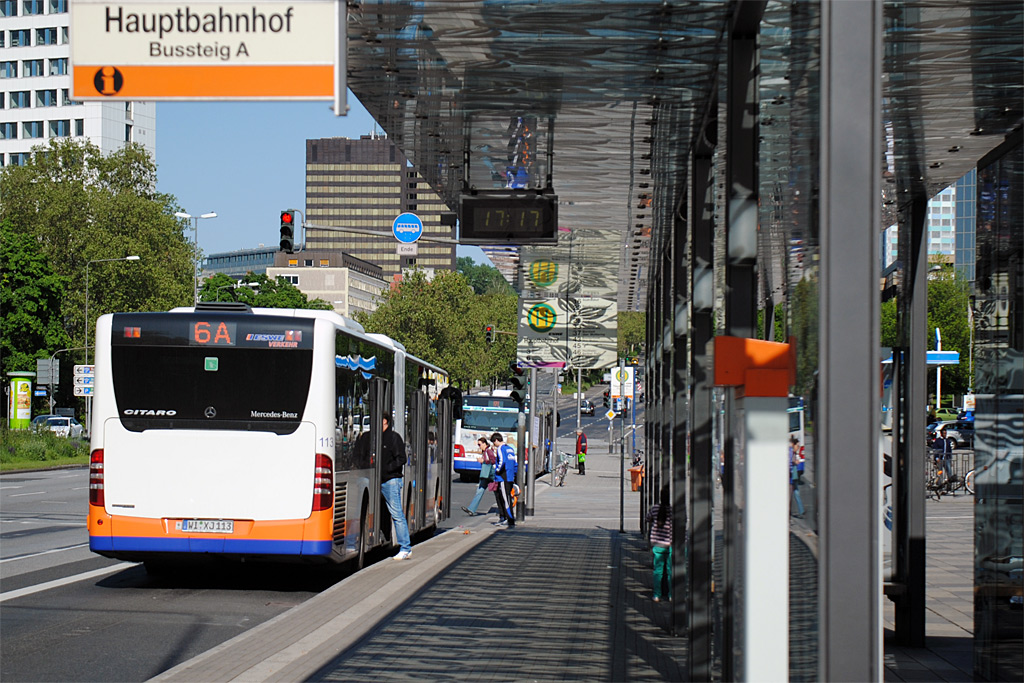
Bus am Hauptbahnhof Wiesbaden

Der öffentliche Personennahverkehr in der hessischen Landeshauptstadt Wiesbaden besteht aus Buslinien, S-Bahnen und Regionalbahnen. Wiesbaden gehört tariflich primär zum Rhein-Main-Verkehrsverbund (RMV), weist jedoch als Besonderheit auf, dass hier auch Fahrscheine des Rhein-Nahe-Nahverkehrsverbundes (RNN) anerkannt und auch verkauft werden (siehe Tarife).
Teil des öffentlichen Personennahverkehrs ist auch die Nerobergbahn, die allerdings tariflich nicht integriert ist.

## Geschichte und Zukunft

### Straßenbahn und Oberleitungsbusse

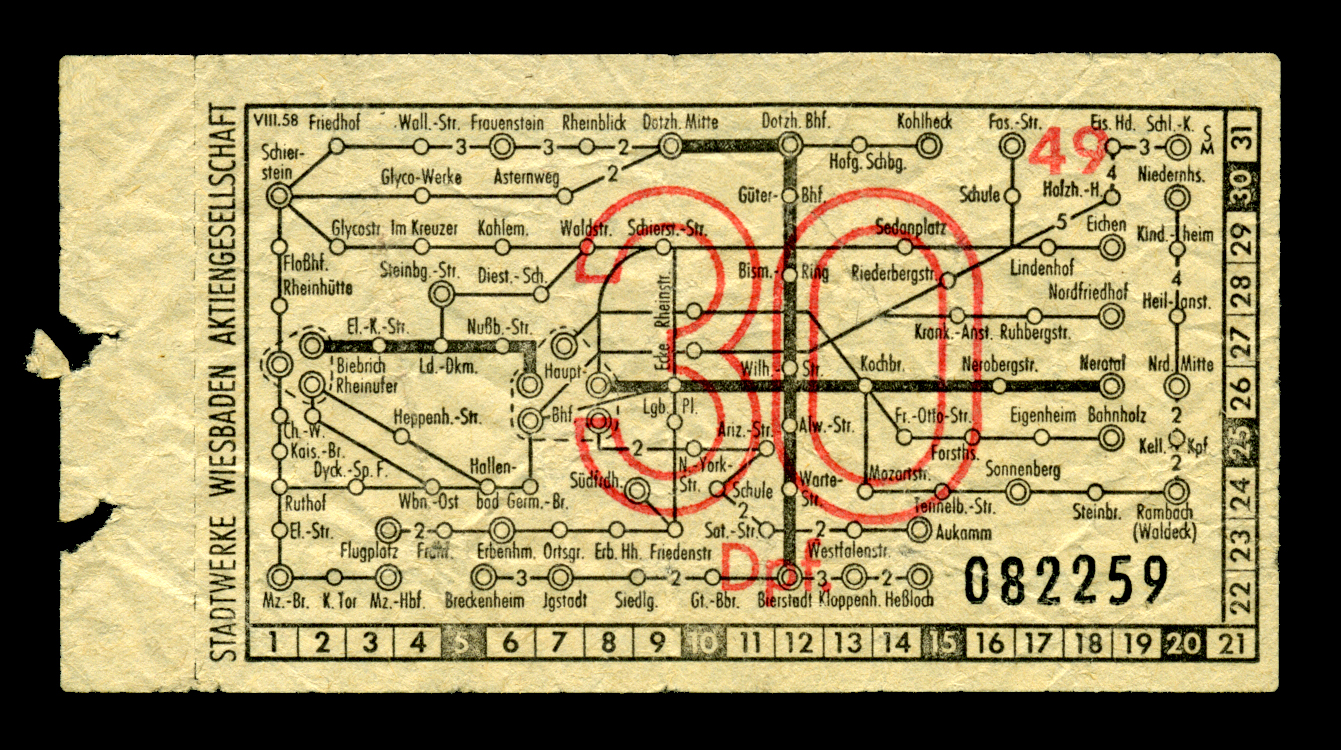
Fahrschein der Stadtwerke mit Liniennetzplan aus den 1960er-Jahren

Im Jahr 1875 wurde eine Pferdebahnstrecke zwischen Rheinstraße und Nerotal in Betrieb genommen. 13 Jahre später wurde sie durch eine meterspurige Dampfbahn ersetzt. Ab 1896 wurden die ersten Wiesbadener Straßenbahnen elektrisch betrieben, das Angebot bis 1914 auf ein Netz mit neun Linien ausgedehnt. Wegen Unstimmigkeiten und kriegsbedingten Problemen wurde der Straßenbahnbetrieb ab 1929 immer weiter zurückgefahren und 1955 eingestellt, während die Stadtteile Kastel und Kostheim noch bis 1958 an das bis heute existierende Mainzer Straßenbahnnetz angebunden waren. Von 1948 bis 1961 verkehrten zudem Oberleitungsbusse (2 Linien) in Wiesbaden.

### Eisenbahn
Im Jahr 1840 wurde die Stadt Wiesbaden durch die Taunus-Eisenbahn an Frankfurt angebunden. Mit dem Bau der Nassauischen Rheinbahn 1856 war Biebrich und ein Jahr später auch der zentrale Rheinbahnhof rechtsrheinisch mit Rüdesheim am Rhein und Niederlahnstein, später auch mit Koblenz verbunden. Im Jahr 1879 folgte die Errichtung des Ludwigsbahnhofs und der angeschlossenen Ländchesbahn nach Niedernhausen. Von 1889 bis 1983 war Wiesbaden über die Aartalbahn für den Personenverkehr mit Diez und Limburg verbunden. Ein Teil dieser Strecke wird heute noch von der Nassauischen Touristik-Bahn (NTB) genutzt. Im Jahr 1906 wurden die drei Bahnhöfe in der Innenstadt durch den Wiesbadener Hauptbahnhof ersetzt.

### Planungen für die Stadtbahn Wiesbaden

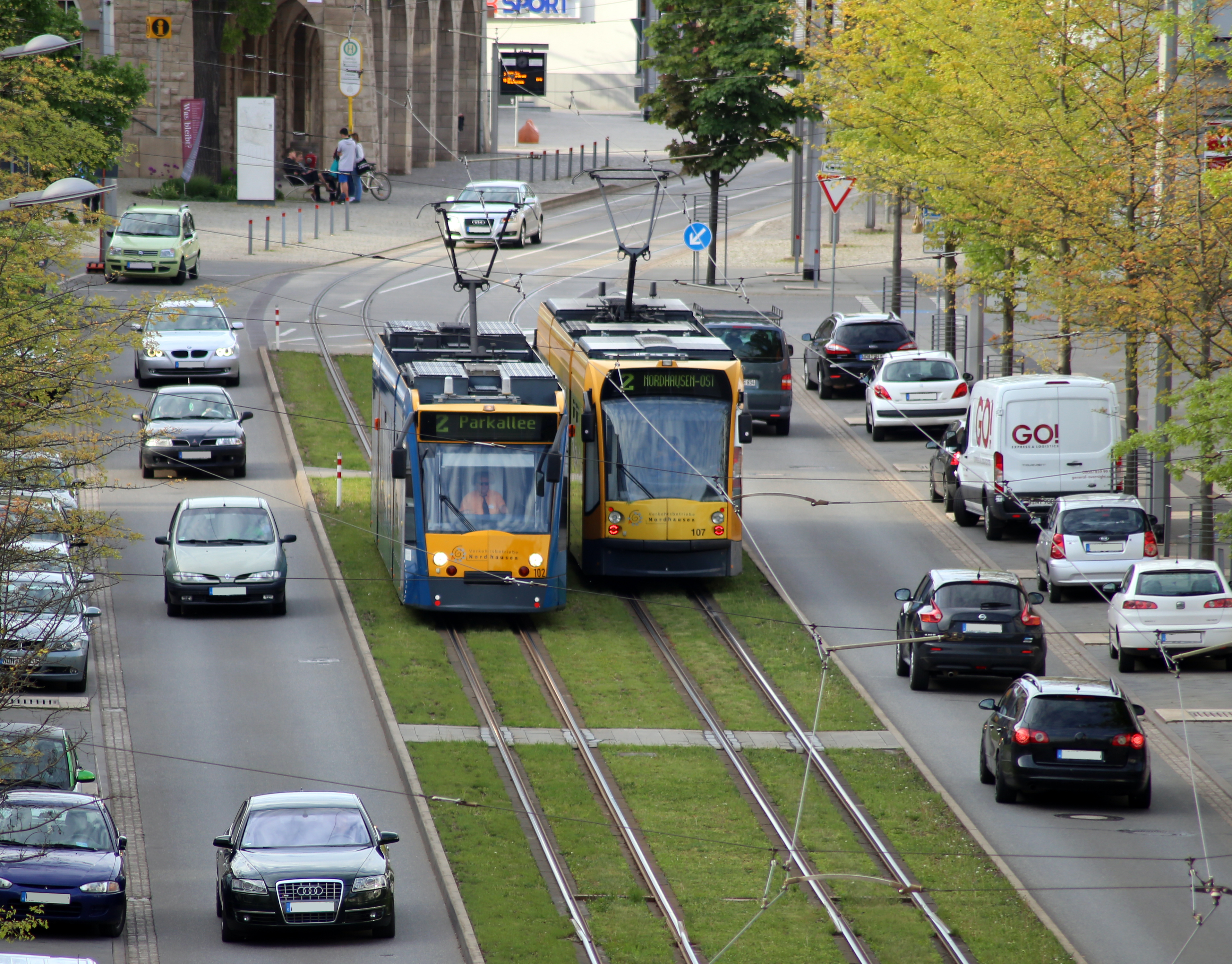
Stadtbahn in Nordhausen auf eigenem Gleiskörper mit Rasengleis, wie es für die Citybahn von 2016 bis 2020 geplant war

Ab 1998 gab es Überlegungen, eine Stadtbahn durch die Innenstadt zu bauen, die mit der Aartalbahn verknüpft nach Bad Schwalbach geführt werden sollte. Die Pläne, die einen späteren Netzausbau vorsahen, wurden 2001 eingestellt. Im Juni 2011 wurde die Diskussion um eine Schienenverbindung zwischen der Innenstadt und dem Hauptbahnhof unter dem Namen „WIBahn“ wieder aufgenommen; auch dieses Projekt wurde 2013 eingestellt.
Von 2016 bis 2020 wurde ein erneuter Versuch unternommen, den innerstädtischen ÖPNV auf der Schiene zu ergänzen und dabei Anbindungen an Mainz und Taunusstein sowie Bad Schwalbach zu schaffen. Das „CityBahn“ genannte Projekt wurde im Unterschied zu vorigen Planungen in Meterspur-Bauweise geplant, um mit der Mainzelbahn kompatibel zu sein. Die gemeinsame Nutzung der denkmalgeschützten Trasse der Aartalbahn, welche in Normalspur-Bauart ausgeführt ist, sollte durch die Umspurung mittels Dreischienengleis erfolgen. Höchstens 62,1 Prozent der Gesamtkosten wären mit öffentlichen Fördermitteln getilgt worden, die restliche Finanzierung war jedoch nicht klar. Die Bürger Wiesbadens stimmten in einem Bürgerentscheid im November 2020 mehrheitlich gegen den Bau der Bahn. Die Projektplanung wurde überwiegend im Status der Vorplanung eingestellt.
Nach Scheitern des Bürgerentscheides über eine Stadtbahn gab es erneut Vorschläge zur Reaktivierung der Aartalbahn.
Im April 2023 wurden erste Ergebnisse einer Machbarkeitsstudie veröffentlicht, welche den Streckenabschnitt zwischen Wiesbaden und Bad Schwalbach untersuchte. Das Projekt wird von der Stadt Wiesbaden, dem Rheingau-Taunus-Kreis und dem Rhein-Main-Verkehrsverbund getragen sowie vorangebracht.

### Neuauflage des Nahverkehrplans
Im November 2022 wurde damit begonnen, einen neuen Nahverkehrsplan zu entwickeln. In diesem werden die Anforderungen an den ÖPNV formuliert, um diesen den Bedürfnissen der Einwohner gerecht zu werden. Konkret soll das gesamte Busnetz von neu auf strukturiert und hierarchisiert werden. Damit soll das Liniennetz stabiler und attraktiver werden sowie das Scheitern der Citybahn kompensieren, indem auf neu festgelegten Hauptachsen in Zukunft Doppelgelenkbusse eingesetzt werden. Die Umsetzung erster Maßnahmen aus dem Plan erfolgt erst nach dem Durchlaufen verschiedener politischen Gremien, was frühestens mit dem Fahrplanwechsel im Dezember 2024 erfolgen würde.

## Schienenverkehr

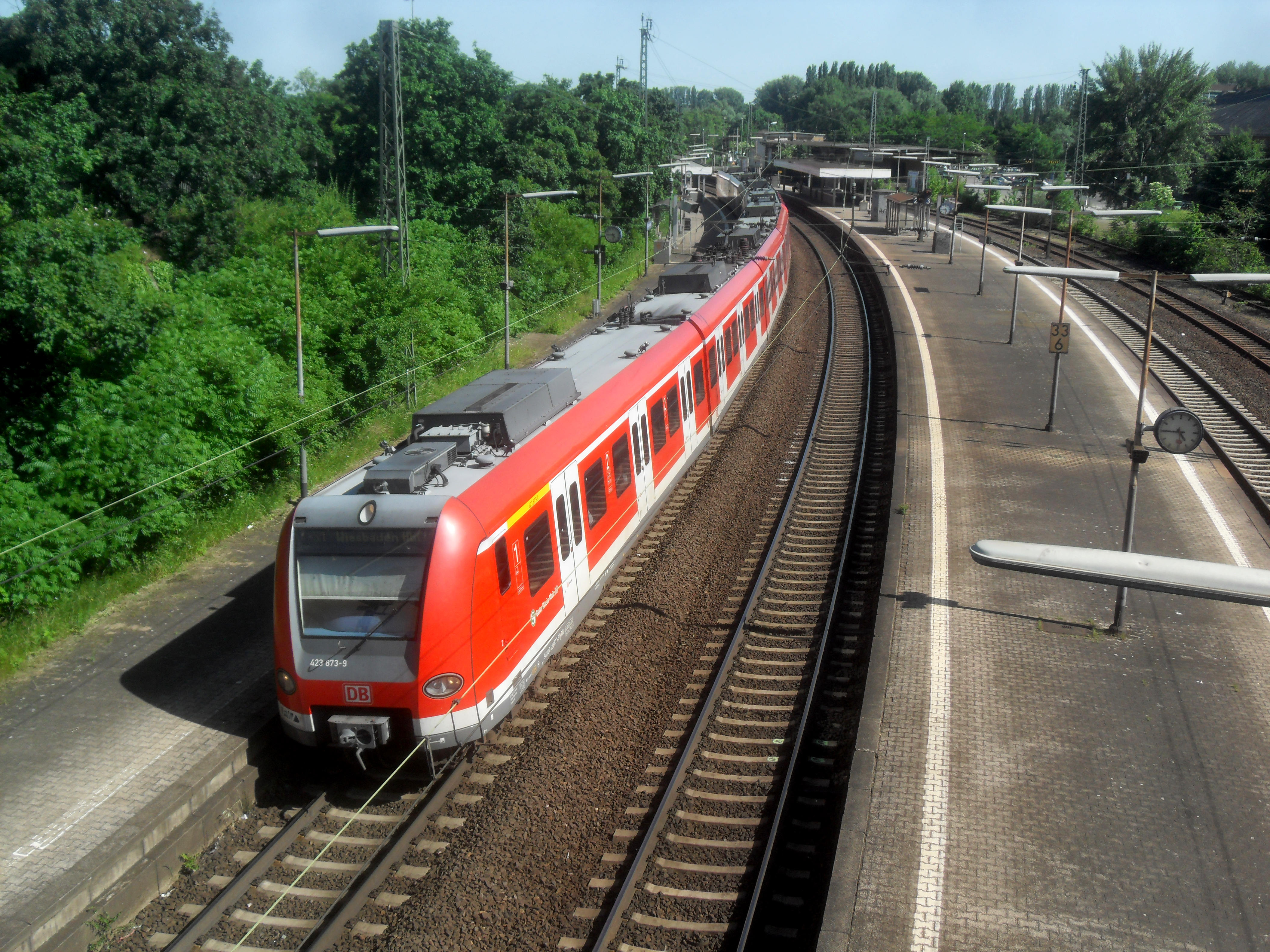
S-Bahn in Mainz-Kastel

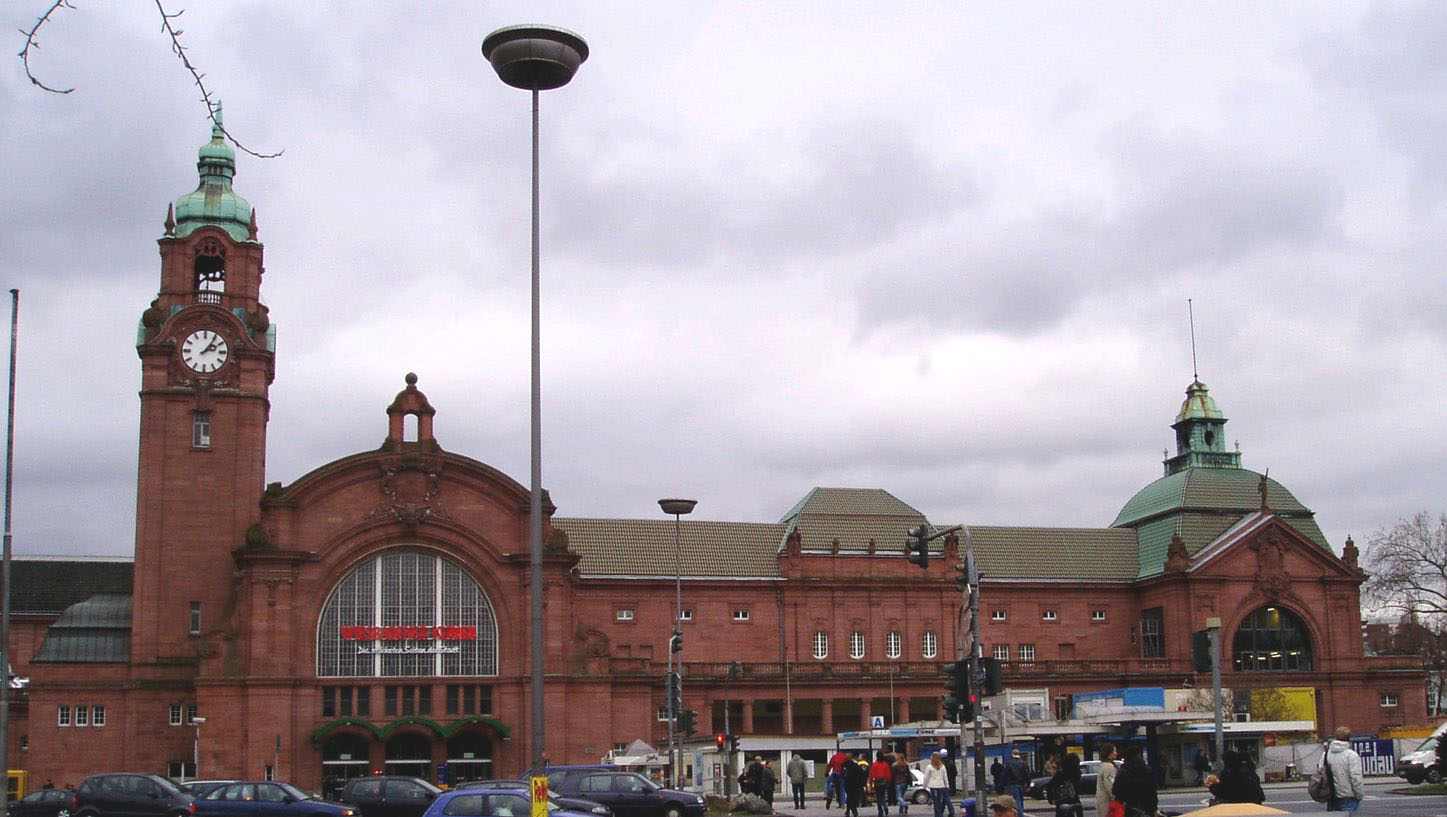
Wiesbadener Hauptbahnhof

Folgende Wiesbadener Bahnhöfe werden von den Regionalzügen des Rhein-Main-Verkehrsverbundes (RMV) und/oder den S-Bahnen der S-Bahn Rhein-Main bedient:
- Hauptbahnhof: RB 10 RB 21 (RB 33) RB 75  (S 6)
- Wiesbaden Ost:    (RB 33)
- Auringen-Medenbach: RB 21
- Biebrich: RE 9 RB 10
- Erbenheim: RB 21
- Igstadt: RB 21
- Mainz-Kastel: RE 9 RB 10
- Schierstein: RE 9 RB 10

Die S1 (über Frankfurt-Höchst und den City-Tunnel Frankfurt nach Rödermark-Ober-Roden) und die S8 (über Mainz Hauptbahnhof, Frankfurt Flughafen und den City-Tunnel nach Offenbach Ost, zeitweise auch nach Hanau Hbf) fahren alle 30 Minuten ab Wiesbaden, in der Schwachlastzeit (Sonntagmorgen und später Abend) alle 60 Minuten. Die S9 (über den Frankfurter Flughafen und den City-Tunnel nach Hanau Hbf) verkehrt alle 30 Minuten, ab ca. 20 Uhr und an Sonntagen alle 60 Minuten (dann regelmäßig nur bis Frankfurt Hbf).
Seit Dezember 2021 fährt auch ein Zug der Linie S6 der S-Bahn Rhein-Neckar in der nachmittäglichen Hauptverkehrszeit von Wiesbaden nach Mannheim.
Die Linie 10 führt von Neuwied über Koblenz (rechte Rheinstrecke) und Lorchhausen (erste Station im RMV) nach Wiesbaden Hauptbahnhof und weiter über Mainz-Kastel und Frankfurt-Höchst nach Frankfurt Hauptbahnhof (Taunus-Eisenbahn). Mit dem Betreiberwechsel im Dezember 2010 erhielt die Linie 10 ein einheitliches Haltekonzept. Während auf dem Abschnitt Frankfurt – Wiesbaden die meisten Zwischenstationen durchfahren werden, halten die Züge bis Koblenz an allen Bahnhöfen. Zuvor waren auf der gesamten Strecke von Frankfurt bis Koblenz sowohl RE- als auch RB-Züge unterwegs, wobei auch die Regionalbahnen von Frankfurt bis Wiesbaden nur an den RE-Stationen in Mainz-Kastel und Frankfurt-Höchst hielten. Seit dem Fahrplanwechsel 2018/2019 am 9. Dezember 2018 wird die Linie 10 in der werktäglichen Hauptverkehrszeit auf dem Abschnitt Eltville – Frankfurt Hbf durch die neu eingeführte Linie RE9 ergänzt, welche den Wiesbadener Hauptbahnhof auslässt, was die Fahrzeit um zehn Minuten verkürzt. Diese Züge fahren seit Dezember 2019 morgens und nachmittags stündlich. Die RB10 verkehrt stündlich, in der Hauptverkehrszeit halbstündlich. 2019 sollte sie in den Sommermonaten an den Wochenenden bis Assmannshausen halbstündlich verkehren, dem Betreiber VIAS fehlten aber die Lokführer. Immer wieder ist die Linie 10 bei schönem Wetter so überfüllt, dass Fahrgästen nicht mitgenommen wurden. Ab Mai 2020 sollte nun der Halbstundentakt eingeführt werden, wobei diese Planung durch die weltweite COVID-19-Pandemie verschoben wurde.
Die Linie 21 (Ländchesbahn) endet in Niedernhausen und wird teilweise als Linie 20 nach Limburg weitergeführt.
Die Linie 33 verkehrt seit dem 10. Dezember 2018 mit einem direkten Zugpaar zwischen Wiesbaden und Budenheim und weiter nach Bad Kreuznach/Idar-Oberstein.
Die Linie 75 (Rhein-Main-Bahn) fährt über Mainz, Groß-Gerau, Darmstadt, Dieburg und Babenhausen nach Aschaffenburg. Sie verkehrt seit Ende 2018 bis Darmstadt halbstündlich.
Bis 1983 verkehrte die Aartalbahn vom Hauptbahnhof über Bad Schwalbach nach Limburg an der Lahn. Auf Wiesbadener Stadtgebiet befanden sich die Bahnhöfe Landesdenkmal, Waldstraße, Dotzheim und Chausseehaus.

## Busverkehr

Logo der ESWE Verkehrsgesellschaft

In Wiesbaden gewährleisten 43 Buslinien der ESWE Verkehrsgesellschaft den Nahverkehr am Tag, einer Ringlinie in der Nacht und neun Buslinien am Wochenende in der Nacht auf einer Länge von ca. 688 Kilometern, hinzu kommen fünf von Anruf-Sammel-Taxis bediente Abschnitte, die allerdings teilweise außerhalb des Stadtgebietes verkehren. Außerdem fahren sieben Linien der Mainzer Mobilität in bzw. durch die zu Wiesbaden gehörenden Stadtteile Mainz-Kastel und Mainz-Kostheim, hinzu kommt eine weitere Linien im Nachtverkehr. Einige der Buslinien (6, 9, 28 und 33) basieren auf einer Kooperation mit der Mainzer Mobilität. Daneben verkehren in Wiesbaden noch diverse Linien der Rheingau-Taunus-Verkehrsgesellschaft (RTV), der DB Regio Bus Mitte und der Nassauischen Verkehrs–Gesellschaft (NVG), die Ziele im Hintertaunus und im Rheingau anfahren und dabei auch einzelne Haltestellen in Wiesbaden bedienen. In Richtung Osten verkehren Linien über Hofheim, Königstein und Oberursel nach Bad Homburg. Seit Ende 2016 verkehren in Wiesbaden Linien des damals neu eingeführten RMV-Expressbusnetzes.
Die Buslinien der ESWE Verkehrsgesellschaft bedienen nicht nur alle Wiesbadener Stadtteile sowie Teile der Stadt Mainz, sondern darüber hinaus auch Niedernhausen und dessen Ortsteile Königshofen und Oberjosbach, die Eppsteiner Ortsteile Niederjosbach und Bremthal, Hochheim und dessen Ortsteil Massenheim und die Hofheimer Ortsteile Wallau und Wildsachsen. Des Weiteren werden auch die Wallufer Ortsteile Niederwalluf und Oberwalluf sowie die Eltviller Ortsteile Martinsthal und Rauenthal bedient.

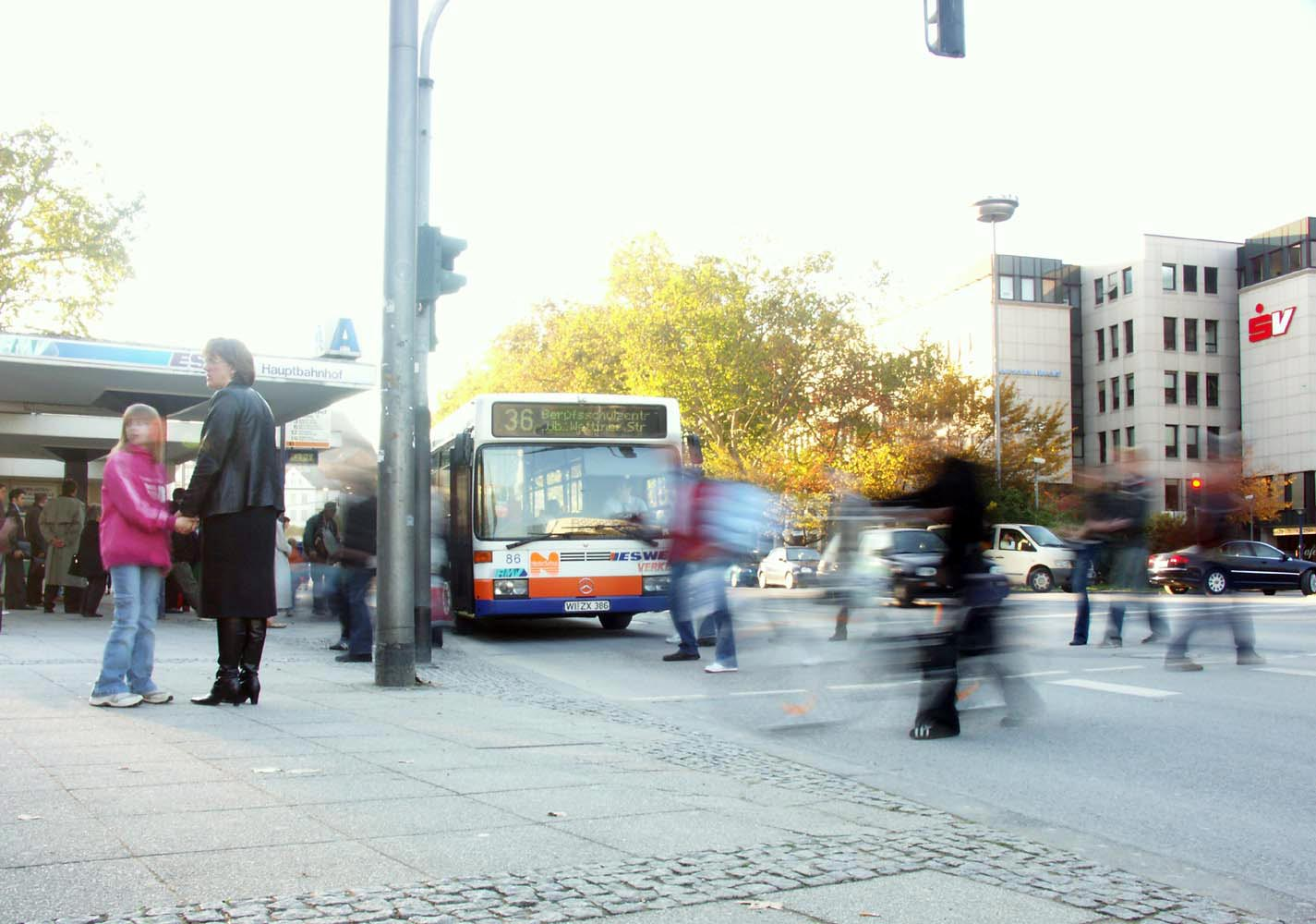
Ein Bus der Linie 36 an der Station „Hauptbahnhof A“

In der Innenstadt gibt es vier zentrale Busknotenpunkte. Diese sind:
- „Hauptbahnhof“ (Am Hauptbahnhof endende Regionallinien halten am östlichen Ausgang des Bahnhofs).
- „Dernsches Gelände“ (Friedrichstraße), Richtung Westen
- „Luisenplatz“ bzw. „Wilhelmstraße“, Richtung Osten
- „Platz der Deutschen Einheit“ (Richtung Westen) und „Schwalbacher Straße/LuisenForum“ (Richtung Osten), jeweils mit den Haltestellen des Nord-Süd-Verkehrs

Mit Ausnahme der Linien 9, 20, 26, 35 und 39 sowie der AST-Linien fahren alle Linien mindestens einen dieser Knotenpunkte an, die meisten Linien jedoch mehrere. Dadurch entsteht zwischen diesen Haltestellen ein enger Takt und die wichtigsten Linien sind miteinander verknüpft.

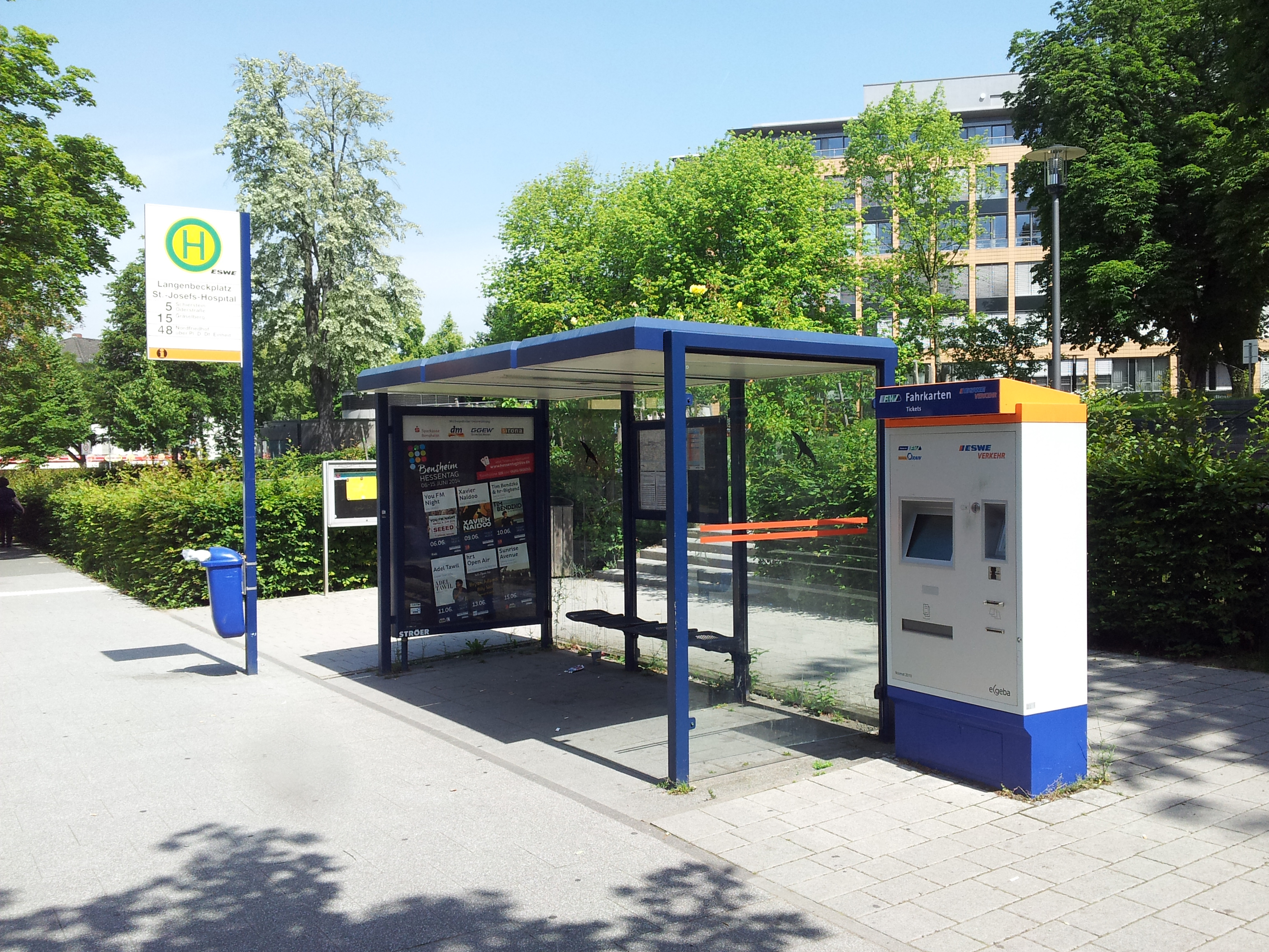
Gestaltung einer Haltestelle am Beispiel des Langenbeckplatzes

Busknotenpunkte bzw. wichtige Umsteigehaltestellen außerhalb der Innenstadt sind:
- Berliner Straße
- Carl-von-Linde-Straße (Dotzheim)
- Brückenkopf bzw. Kastel Bahnhof (Mainz-Kastel)
- Dotzheim Mitte (Dotzheim)
- Egerstraße (Erbenheim)
- Fondetter Straße (Naurod)
- Hofgartenplatz (Sonnenberg)
- Loreleiring (Rheingauviertel)
- Plutoweg (Bierstadt)
- Rheinufer (Biebrich)
- Robert-Krekel-Anlage (Biebrich)
- Waldstraße (Biebrich)
- Zeilstraße (Schierstein)

### Liste der Stadt- und Regionalbuslinien
Stand: 10. Dezember 2023
| Tagverkehr                                     | |
| Linie                                          | Strecke |
| 1                                              | Dürerplatz – 1. Ring – Hauptbahnhof – Wilhelmstraße – Nerotal Nerobergbahn |
| 2                                              | Klarenthal – Hochschule Rhein-Main – Luisenplatz/Platz der Deutschen Einheit – Sonnenberg |
| 3                                              | Nordfriedhof – Dürerplatz – Platz der Deutschen Einheit – Hauptbahnhof – (Berufsschulzentrum –) Freizeitbad/Velvets Theater – Biebrich Rheinufer |
| 4                                              | Kohlheck – Carl-von-Linde-Straße – Luisenplatz/Platz der Deutschen Einheit – Hauptbahnhof – Biebricher Allee – Biebrich Rheinufer |
| 5                                              | Rauenthal – Martinsthal – Oberwalluf – Niederwalluf – Schierstein Oderstraße – Schierstein Zeilstraße – Schiersteiner Straße – Luisenplatz/Platz der Deutschen Einheit – Berliner Straße – Erbenheim Nord                                                                          |
| 6                                              | Nordfriedhof – Platz der Deutschen Einheit – Hauptbahnhof – Bahnhof Wiesbaden Ost – Amöneburg – Kastel Brückenkopf – Mainz Hauptbahnhof West – Mainz Universität – Mainz Münchfeld (– Mainz-Gonsenheim Wildpark) ¹                                                                 |
| 8                                              | Steinberger Straße – Hauptbahnhof – Wilhelmstraße/Dernsches Gelände – Eigenheim/Bahnholz |
| 9                                              | Schierstein Oderstraße – Schierstein Zeilstraße – Biebrich Äppelallee-Center – Biebrich Rheinufer – Amöneburg – Kastel Brückenkopf – Mainz Hauptbahnhof (– Mainz Universität – Jakob-Heinz-Straße/Arena) ¹                                                                         |
| 14                                             | (Carl-von-Linde-Straße –) Klarenthal – Hochschule Rhein-Main – Luisenplatz/Platz der Deutschen Einheit – Hauptbahnhof – Biebricher Allee – Biebrich Rheinufer – Biebrich Äppelallee-Center                                                                                         |
| 15                                             | Gräselberg – Schiersteiner Straße – Luisenplatz/Platz der Deutschen Einheit – Berliner Straße – Erbenheim – Nordenstadt (– Wallau – Delkenheim) |
| 16                                             | Naurod – Rambach – Sonnenberg – Luisenplatz/Dernsches Gelände – Hauptbahnhof – Berliner Straße – Südfriedhof |
| 17                                             | Klarenthal Graf-von-Galen-Straße/Klarenthal Anne-Frank-Straße – Dotzheimer Straße – Luisenplatz/Platz der Deutschen Einheit – Bierstadter Straße – Bierstadt Wolfsfeld |
| 18                                             | (Schierstein Hafen ) Sauerland – Europaviertel – Luisenplatz/Platz der Deutschen Einheit – Bierstadter Straße – Sonnenberg Hofgartenplatz |
| 20                                             | Naurod – Bremthal – Niederjosbach |
| AST 20                                         | Naurod – Bremthal |
| 21                                             | Luisenplatz/Kirchgasse – Bierstadter Straße – Naurod – Auringen – (Tannenring –) Medenbach (– Wildsachsen) |
| 22                                             | Berufsschulzentrum – Hauptbahnhof – Bierstadter Straße – Naurod – Niedernhausen – Oberjosbach |
| 23                                             | Schierstein Hafen – Freudenberg – Dotzheim – Luisenplatz/Platz der Deutschen Einheit – Bierstadt – Igstadt – Breckenheim |
| 24                                             | Frauenstein – (Schelmengraben –) Dotzheim – Luisenplatz/Platz der Deutschen Einheit – Bierstadt – (Wolfsfeld –) Kloppenheim – Heßloch |
| AST 24                                         | Schierstein Zeilstraße – Frauenstein Bürgermeister-Schneider-Straße – Frauenstein Kirschblütenstraße (Montag bis Freitag während Schulzeiten) bzw. Bestattungswald/TERRA LEVIS (nur Mittwoch und Samstag)                                                                          |
| AST 24                                         | Heßloch – Hockenberger Mühle – Auringen (nur Samstag sowie Sonn- und Feiertag in der Sommerzeit) |
| 26 AST 26                                      | Medenbach – Wildsachsen – Bremthal Bahnhof |
| 27                                             | Schelmengraben – Dotzheim – Luisenplatz/Platz der Deutschen Einheit – Hauptbahnhof – Berufsschulzentrum – Freizeitbad/Velvets Theater |
| 28                                             | Nordfriedhof – Platz der Deutschen Einheit – Hauptbahnhof – Berliner Straße – Erbenheim – Domäne Mechtildshausen – Kastel – Kastel Bahnhof – Kastel Brückenkopf – Mainz Höfchen/Listmann – Mainz Schusterstraße – Mainz Synagogenplatz – Mainz Goetheplatz – Mainz Bismarckplatz ¹ |
| 33                                             | Tierpark Fasanerie – Fasaneriestraße – Dürerplatz – Platz der Deutschen Einheit – Hauptbahnhof (– Berufsschulzentrum – Peter-Sander-Straße) – Kastel (– Krautgärten) – Kostheim Winterstraße ¹                                                                                     |
| 34                                             | (Platz der Deutschen Einheit –) Hauptbahnhof – Amöneburg Unterer Zwerchweg (ELW) |
| 37                                             | Wielandstraße / Gymnasium Mosbacher Berg – Hauptbahnhof – Moltkering – Bierstadter Straße – Bierstadt Venatorstraße (– Erbenheim Egerstraße / Nordenstadt Otto-von-Guericke-Ring)                                                                                                  |
| 38                                             | Gymnasium Mosbacher Berg – Waldstraße – Steinberger Straße – Biebrich Rheinufer |
| 39                                             | Dr.-Horst-Schmidt-Kliniken – Dotzheim – Biebrich – Bahnhof Wiesbaden Ost |
| 39                                             | Biebrich Friedhof – Robert-Krekel-Anlage |
| 43                                             | Breckenheim – Nordenstadt – Hauptbahnhof |
| 45                                             | Biebrich – Schierstein – Freudenberg – Dotzheim – Luisenplatz/Platz der Deutschen Einheit – Hauptbahnhof – Raiffeisenplatz ¹ |
| 46                                             | (Hauptbahnhof – Berliner Straße –) Nordenstadt – Wallau – Massenheim – Hochheim |
| AST 46                                         | Wallau – Massenheim – Hochheim / Wicker |
| 47                                             | (Frauenstein –) Schelmengraben – Dotzheim – Dernsches Gelände – Hauptbahnhof – Biebricher Allee – Biebrich Bahnhof – Biebrich Carl-Bosch-Straße – Schierstein Zeilstraße |
| 48                                             | Hochschule RheinMain – Berliner Straße – A66 (– Nordenstadt) – Delkenheim – Hochheim Bahnhof |
| 49                                             | Bierstadt – Südfriedhof – Hauptbahnhof – Kahle Mühle P+R – Dr.-Horst-Schmidt-Kliniken |
| 54                                             | Klein-Winternheim – Ober-Olm – Mainz-Lerchenberg – Mainz-Drais – Mainz Universität – Mainz Hauptbahnhof – Kastel Brückenkopf – Kastel Bahnhof – Kostheim – Gustavsburg Bahnhof ²                                                                                                   |
| 55                                             | Mainz-Lerchenberg – Mainz-Drais – Mainz Universität – Mainz Hauptbahnhof – Kastel Brückenkopf – Kastel Bahnhof – Kastel Krautgärten ² |
| 56                                             | Ingelheim am Rhein – Mainz-Finthen – Mainz Universität – Mainz Hauptbahnhof – Kastel Brückenkopf – Kastel Bahnhof – Kostheim – Gustavsburg – Bischofsheim – Ginsheim ² |
| 57                                             | Mainz-Bretzenheim – Mainz Südring – Mainz Universität – Mainz Hauptbahnhof – Kastel Brückenkopf – Kastel Bahnhof – Peter-Sander-Straße / Kastel Krautgärten ² |
| 58                                             | (Finthen Theodor-Heuss-Straße – Mainz-Finthen – Mainz Universität –) Mainz Hauptbahnhof – Kastel Brückenkopf – Kastel Bahnhof – Kostheim – Gustavsburg – Bischofsheim ² |
| 68                                             | Budenheim – Mainz-Gonsenheim – Mainz Universität – Mainz Hauptbahnhof – Kastel Brückenkopf – Kastel Bahnhof – Kostheim – Hochheim ² |
| 74                                             | Wiesbaden Hauptbahnhof – Biebrich – Mainz-Mombach – Mainz-Gonsenheim – Mainz-Bretzenheim – Mainz-Hechtsheim ¹ |
| Nachtverkehr                                   | |
| Linie                                          | Strecke |
| N2                                             | Platz der Deutschen Einheit – Berliner Straße – Hochfeld – Erbenheim – Nordenstadt – Wallau – Delkenheim |
| N3                                             | Platz der Deutschen Einheit – Hauptbahnhof – Biebrich – Parkfeld – Schierstein Hafen – Schierstein Oderstraße |
| N4                                             | Dernsches Gelände – Platz der Deutschen Einheit – Elsässer Platz – Loreleiring – Carl-von-Linde-Straße – Flachstraße – Schelmengraben – Frauenstein |
| N5                                             | Hauptbahnhof – Platz der Deutschen Einheit – Dürerplatz – Klarenthal – Kohlheck |
| N7                                             | Platz der Deutschen Einheit – Hauptbahnhof – Südfriedhof – Erbenheim – Domäne Mechtildshausen – Kastel – Kostheim Winterstraße ¹ |
| N9                                             | Dernsches Gelände – Platz der Deutschen Einheit – Waldstraße – Steinberger Straße – Gräselberg – Schierstein |
| N10                                            | Kulturzentrum Schlachthof – Gartenfeldstraße – Hauptbahnhof – Luisenplatz/Dernsches Gelände – Sonnenberg – Rambach – Naurod – Auringen – Medenbach |
| N11                                            | Platz der Deutschen Einheit – Bierstadt – Nauroder Straße – Heßloch – Kloppenheim – Igstadt – Breckenheim |
| N12                                            | Dernsches Gelände – Platz der Deutschen Einheit – Loreleiring – Europaviertel – Sauerland – Dr.-Horst-Schmidt-Kliniken – Freudenberg – Schierstein Hafen |
| N13                                            | Hauptbahnhof – Dernsches Gelände – Platz der Deutschen Einheit – Dürerplatz – Ringkirche – Hauptbahnhof |
| 91                                             | Finthen Theodor-Heuss-Straße / Wackernheim Rathausplatz – Mainz Münchfeld – Mainz Universität – Mainz Hauptbahnhof – Kastel Brückenkopf – Kastel Bahnhof – Kostheim – Gustavsburg – Bischofsheim – Ginsheim ²                                                                      |
| Regionalbuslinien                              | |
| Linie                                          | Strecke |
| 171                                            | Wiesbaden Hauptbahnhof – Platz der Deutschen Einheit – Waldstraße – Schierstein Zeilstraße – Walluf – Eltville – Erbach – Hattenheim – Oestrich-Winkel – Geisenheim – Rüdesheim am Rhein                                                                                           |
| 225                                            | Idstein – Wörsdorf – Wallrabenstein – Wallbach – Hahn (– Eiserne Hand – Dürerplatz – Platz der Deutschen Einheit – Wiesbaden Hauptbahnhof) |
| 245                                            | Rückershausen – Michelbach – Breithardt – Steckenroth – Hahn – Eiserne Hand – Dürerplatz – Platz der Deutschen Einheit – Wiesbaden Hauptbahnhof |
| 262                                            | Wiesbaden Hauptbahnhof – A66 – Nordenstadt – Wallau – Marxheim – Hofheim |
| 269                                            | Idstein – Eschenhahn – Neuhof – Platte – Platz der Deutschen Einheit – Wiesbaden Hauptbahnhof |
| 270                                            | Idstein – Görsroth – Orlen – Wehen – Platte – Platz der Deutschen Einheit – Wiesbaden Hauptbahnhof |
| 271                                            | Idstein – Eschenhahn – Neuhof – Wehen – Hahn – Eiserne Hand – Dürerplatz – Platz der Deutschen Einheit – Wiesbaden Hauptbahnhof |
| 272                                            | Bad Schwalbach – Taunus Wunderland – Seitzenhahn – Bleidenstadt – Hahn – Eiserne Hand – Dürerplatz – Platz der Deutschen Einheit – Wiesbaden Hauptbahnhof |
| 273                                            | Bad Schwalbach – Taunus Wunderland – Bleidenstadt – Hahn – Wehen – Platte – Platz der Deutschen Einheit – Wiesbaden Hauptbahnhof |
| 274                                            | Bad Schwalbach – Bleidenstadt – Hahn – Eiserne Hand – Dürerplatz – Platz der Deutschen Einheit – Wiesbaden Hauptbahnhof |
| 275                                            | Nastätten / Katzenelnbogen – Kemel – Bad Schwalbach – Schlangenbad – Klarenthal – Hochschule Rhein-Main – Platz der Deutschen Einheit – Wiesbaden Hauptbahnhof |
| Schnellbuslinien                               | |
| Linie                                          | Strecke |
| X26                                            | Wiesbaden Hauptbahnhof – A66 – Diedenbergen – Hofheim – Königstein – Oberursel – Bad Homburg |
| X72                                            | Limburg – Kirberg – Neuhof – Platz der Deutschen Einheit – Wiesbaden Hauptbahnhof |
| X76                                            | (Miehlen –) Nastätten – Holzhausen an der Haide – Egenroth – Kemel – Klarenthal – Hochschule Rhein-Main – Platz der Deutschen Einheit – Wiesbaden Hauptbahnhof |
| X79                                            | Bad Schwalbach – Schlangenbad – Rauenthal – Walluf – Schierstein – Biebrich |
| Kursiv = Außerhalb des Stadtgebietes           | |
| ¹ Gemeinschaftslinie mit der Mainzer Mobilität | |
| ² Linie der Mainzer Mobilität                  | |

### Takt
In der Regel fahren die Stadtbusse alle 10, 15 oder 20 Minuten, in der Schwachlastzeit (Mo – Fr bis 6:30 und ab 20 Uhr, Sa bis ca. 8 Uhr und ab 20 Uhr, So bis ca. 12 Uhr und ab 20 Uhr) verkehren die meisten Linien alle 30 bzw. alle 60 Minuten. Vor Schulbeginn und nach Schulschluss werden Einsatzwagen zur Verstärkung eingesetzt, die teilweise auch Verbindungen abseits der sonstigen Linienwege bedienen. Eine Ausnahme bilden die Linien 4 und 14, welche tagsüber jeweils einen 8-Minuten-Takt fahren, was zwischen den Haltestellen „Bismarckring“ und „Biebrich Rheinufer“ zu einem 4-Minuten-Takt führt. Auch auf anderen Hauptachsen ergänzen sich Linien. Die 1 und 8 sowie 5 und 15 fahren alle 10 Minuten und sorgen so auf den gemeinsamen Linienwegen für einen 5-Minuten-Takt. Auch die Linien 23 und 24, welche alle 20 Minuten fahren, ergänzen sich zu einem 10-Minuten-Takt.
Die Regionalbusse verkehren meist alle 30 oder 60 Minuten, in der Schwachverkehrszeit oft auch nur alle 2 Stunden. Zusätzlich gibt es einige Fahrten außerhalb der bestehenden Takte.
In der Schwachlastzeit garantiert die ESWE Verkehrsgesellschaft an den zentralen Umsteigepunkten den Anschluss an alle zeitgleich dort verkehrenden Stadtbuslinien, allerdings sind einige Linien davon ausgenommen, da sie nur zeitnah verkehren. Bis auf die Linie N13 verkehren die Nachtlinien täglich einmal um 0:30 Uhr, an Wochenenden und vor Feiertagen findet der Verkehr durchgängig alle 90 Minuten um 0:30 Uhr, 02:00 Uhr und 03:30 Uhr statt. Neben den Nightlinern verkehrt dann auch die Linie 6. In Richtung Innenstadt muss eine Nightliner–Fahrt vorher angemeldet werden.
Infolge von Personalmangel fuhr ESWE Verkehr nach dem Ende der Sommerferien 2022 unter der Woche nur noch nach dem Samstagsfahrplan. Etwa ein Viertel der werktäglichen 3700 Fahrten wurde gestrichen, um das Fehlen von täglich etwa 200 Busfahrern zu kompensieren. Begründet wurde dies mit dem bundesweiten Fachkräftemangel, doch auch das Missmanagement der alten Geschäftsführung trüge einen Teil zu dieser Entscheidung bei. Dieser Entscheidung vorangegangen waren täglich zunehmende Ausfälle von Fahrten im gesamten Liniennetz von ESWE Verkehr und der damit zusammenhängenden Unzuverlässigkeit des ÖPNVs. Um das Fahrpersonal zu entlasten und die Zuverlässigkeit wieder zu erhöhen, wurde bis auf Weiteres das Fahrtenangebot reduziert. Gleichzeitig wurde eine geringe Zahl an Fahrern von Zeitarbeitsfirmen verpflichtet für ESWE Verkehr zu fahren. Da nicht abzusehen ist, wann der Firma wieder genug Fahrer zur Verfügung stehen, um den für den 11. Dezember 2022 geplanten Fahrplanwechsel und die damit verbundenen Angebotserweiterungen umzusetzen, wurde der Fahrplanwechsel zunächst auf den 5. März 2023 verschoben. Weil der Krankenstand des Personals kurzfristig sank, wurde am 4. Oktober 2022 ein überarbeiteter Montag bis Freitag Fahrplan eingeführt, welcher auf dem Samstagsfahrplan mit morgendlichen Taktverdichtungen beruht.
Zum 4. September 2023 wurde das Fahrplanangebot wieder ausgeweitet und entspricht größtenteils dem Fahrplan vor der Reduktion. Möglich wurde dies u. a. durch die Verpflichtung der Subunternehmen DB Regio Bus Mitte sowie der Nassauischen Verkehrsgesellschaft.

### Infrastruktur

#### Busspuren
In Wiesbaden bestehen zurzeit etwa 12 km Busspuren, die außer von Bussen nur von Taxis sowie Einsatzfahrzeugen von Polizei, Feuerwehr und Rettungsdienst und seit 2008 auch von Fahrrädern genutzt werden dürfen. Wiesbaden hat nach Hamburg (1962), Aachen, Bremen und anderen Städten innerhalb Deutschlands am 1. September 1968 diese Sonderfahrstreifen eingerichtet, um die Fahrpläne besser einhalten und den Busverkehr unabhängiger vom Individualverkehr machen zu können. Außerdem wurde in Wiesbaden die „Wiesbadener Busschleuse“ „erfunden“. Dies ist eine Signalanlage ca. 30 Meter vor der eigentlichen Kreuzung, die den Bussen mit einem Sondersignal das Einfädeln aus der Busspur in die Spuren des Individualverkehrs ermöglicht und dafür sorgt, dass die Busse in der Regel als erste Fahrzeuge in die Kreuzung einfahren können.
Das Befahren einzelner Straßenabschnitte ist gänzlich auf Busse, Taxis und Radfahrer beschränkt. So etwa zwei Abschnitte der Friedrichstraße am Dernschen Gelände und in Höhe der Kirchgasse, in deren Höhe auch die Luisenstraße für den Individualverkehr gesperrt ist. Ein weiterer ähnlicher Straßenabschnitt existiert im Europaviertel auf der Willy-Brandt-Allee. Auf diesem Abschnitt befindet sich die Haltestelle Europaviertel. Der Autoverkehr muss über den Konrad-Adenauer-Ring (2. Ring) und die Charles-de-Gaulle-Straße ausweichen.

#### Leittechnik
Zur Steuerung des Betriebsablaufs wurde ab Anfang der 1980er Jahre mit Tests eines rechnergestützten Betriebsleitsystems begonnen, 1985 wurde ein System der Firma MBB installiert. Man versprach sich davon eine Optimierung des Angebots und einer Verbesserung von Attraktivität und Arbeitsbedingungen. Die Fahrzeuge wurden dazu mit einem Bordrechner, einem Funkgerät und einem Infrarotsender und -empfänger ausgestattet, später auch mit einem GPS-Empfänger. An betrieblich wichtigen Stellen der Strecken wurden Infrarotsender installiert, die bei Vorbeifahrt des Busses einen eindeutigen Ortscode senden und gemeinsam mit Wegzählern und Öffnungskontakten an den Türen die Standortbestimmung ermöglichen. Zudem wurden die Ampeln angepasst, so dass die Busse die Dauer von Rot- und Grünphasen beeinflussen können. Den Fahrgästen wird an hoch frequentierten Haltestellen mittels dynamischer Fahrgastinformationsanzeige die erwartete Ankunftszeit des Busses angezeigt.

### Fuhrpark

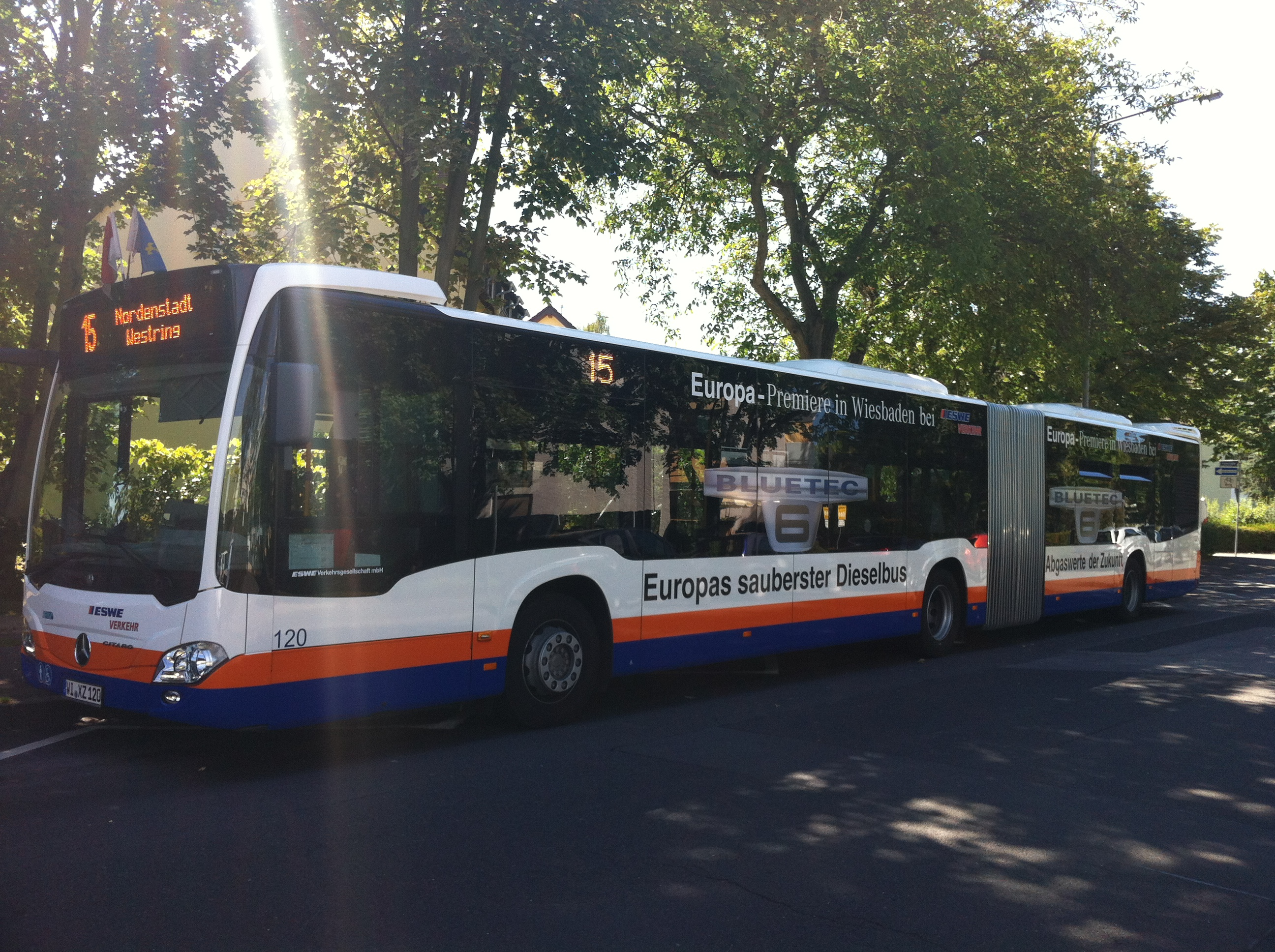
Mercedes-Benz O530 Citaro 2 mit der Abgasnorm Euro VI

Die ESWE Verkehrsgesellschaft hat über 300 Busse im täglichen Einsatz. 169 davon sind Solo-Linienbusse (Länge 12 m), bestehend aus 120 Elektrobussen und 49 Dieselbussen mit der Abgasnorm Euro VI sowie 139 Gelenkomnibussen (Länge 18 m, sowie 18,75 m). Des Weiteren verkehren drei Mercedes-Benz Sprinter auf den Anruf-Sammel-Taxi-Linien.

#### Geschichte des Fuhrparks
Aufgrund der Abgasnorm Euro VI wurden viele alte durch neue Fahrzeuge ersetzt und etliche nachgerüstet. ESWE Verkehr war das erste europäische Unternehmen, welches seit dem Jahr 2012 Busse mit der Abgasnorm Euro VI einsetzt. Drei Mercedes-Benz O530 Citaro 2 Euro VI Gelenkbusse feierten hier ihre Europapremiere.
Das ehemalige Schwesterunternehmen der ESWE Verkehr, WiBus (Wiesbadener Busgesellschaft mbH) wurde zum 1. Januar 2015 vollständig in die ESWE Verkehr zurückgeführt, so das auch der gesamte Fuhrpark in den der ESWE Verkehr integriert wurde.

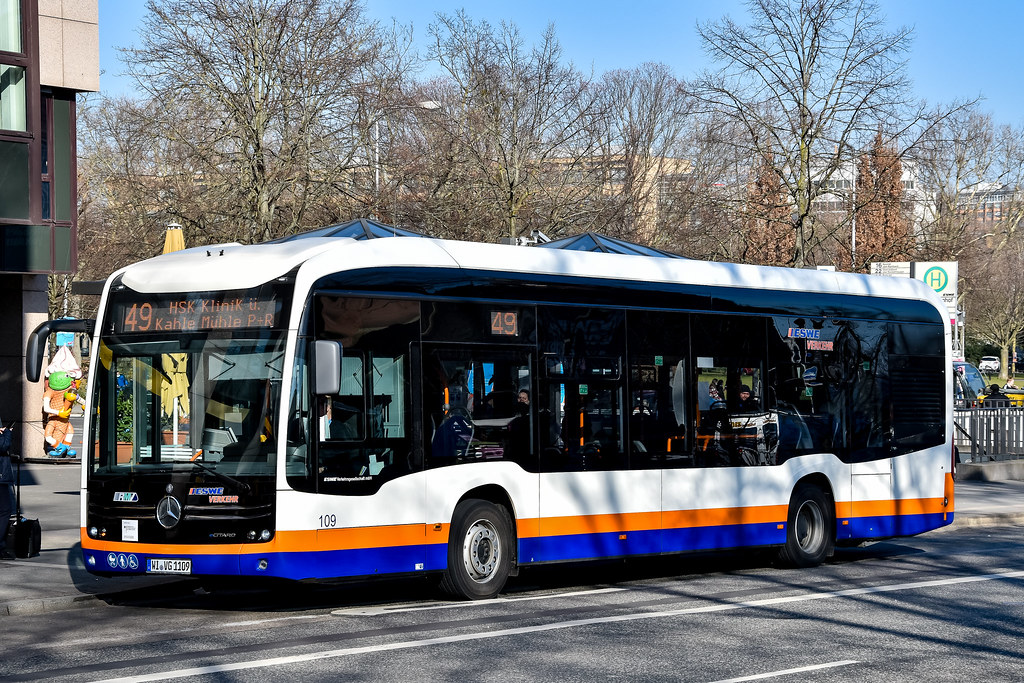
Ein eCitaro der ESWE Verkehrsgesellschaft an der Haltestelle Hauptbahnhof

Ende Juni 2017 beschloss die Stadtverordnetenversammlung, dass der Wiesbadener ÖPNV (ESWE Verkehr) durch die Umsetzung von einer Reihe von Förderungsanträgen bis zum Jahr 2022 völlig emissionsfrei unterwegs sein sollte. Der zugehörige Beschluss 0233 der öffentlichen Sitzung listet hierzu ein Beschaffung von insgesamt 230 batteriebetriebenen Serienbussen auf. Hierzu wurde im September 2017 eine europaweite Ausschreibung für die Lieferung und teilweise Instandhaltung von 220 E-Bussen, mit ausschließlich elektrischem Antrieb im Batteriebetrieb und Ladeinfrastruktur gestartet, die bis zum 18. Oktober 2017 lief.
Beginnen sollte der Test mit einem Prototyp im Jahr 2018 und ab 2019 sollten jährlich 55 Elektrobusse geliefert werden und die vorhandene Dieselflotte ablösen. Somit wäre der innerstädtische ÖPNV in Wiesbaden der erste in seiner Größe gewesen, der vollkommen emissionsfrei betrieben würde. Im Frühjahr 2022 wurde jedoch bekannt, dass das Ziel, den kompletten Fuhrpark bis Ende 2022 emissionsfrei zu betreiben, ein nicht erreichbares Ziel war. Durch Platzmangel auf dem zu kleinen Betriebshof sowie wegen Lieferproblemen von elektrisch fahrenden Gelenkbussen ging das Verkehrsdezernat Wiesbaden im Juni 2022 davon aus, dass die Umstellung des Fuhrparks mindestens zehn Jahre, also bis etwa 2032 dauern wird.
Die Ausschreibungszeit wurde verlängert und die erste Bestellung erfolgte im April 2019. Den Zuschlag erhielt EvoBus (Daimler-Benz) mit 56 Elektrobussen, den Umbau des Betriebshof, sowie die Errichtung der Lade-Infrastruktur und des Lademanagement. Die ersten zehn eCitaro sind seit Dezember 2019 im Einsatz. Die ersten 15 erhalten Lithium-Ionen-Batterien (Lithium-Nickel-Mangan-Kobalt-Oxid-Zellen). Jeder Bus verfügt über zwölf Lithium-Polymer-Batteriepakete mit einer Gesamtkapazität von 292 kWh. Davon sind 8 Batterien auf dem Dach, der Rest im Heck, die 4 Sitzplätze beanspruchen. Die Reichweite beträgt 150 bis 200 km. Die Antriebsleistung beträgt 250 kW. Ein Getriebe entfällt. Die Aufladung aller Elektrobusse erfolgt per Stecker im Depot. Die Ladezeit beträgt 4 bis 8 Stunden. Die weiteren 41 eCitaro werden mit Feststoffbatterien ausgestattet sein. Diese haben eine höhere Energiedichte mit 441 Kilowattstunden bei sieben Batteriepaketen. Somit kann der Bus mit elektrischer Heizung im Winter mehr als 200 Kilometer zurücklegen. Die Technologie stammt vom französischen Cleantech-Unternehmen Blue Solutions, welche zur Group Bolloré gehört. Die langlebigen Feststoffbatterien enthalten weder Kobalt noch Seltene Erden. Sie brauchen keine Kühlung, arbeiten aber mit Temperaturen von 60 bis 80 Grad Celsius und müssen gut isoliert werden. Eine Schnellladung ist nicht möglich. Nach den ersten guten Erfahrungen der ESWE wurde das Auftragsvolumen von Daimler Buses auf 120 E-Omnibusse erhöht. Im Juli 2022 wurde aus dem Gesamtpaket der 100. eCitaro in der hessischen Landeshauptstadt ausgeliefert.
Auch ist Wiesbaden Teil eines Projektes mit dem Namen „H2Bus Rhein-Main“, welches ab Mitte 2019 die Beschaffung von vier Brennstoffzellenbusse für Wiesbaden vorsah, davon zwei Solo- und zwei Gelenkbusse vom Hersteller Autosan in Sanok (Polen). Die Reichweite sollte 300 km mit einer 15-minütigen Füllung betragen. Die nötige Infrastruktur wurde auf dem Betriebsgelände der ESWE Verkehr für 2,3 Millionen Euro in Form einer Wasserstofftankstelle bereitgestellt.
Ebenso sollte Mainz vier und Frankfurt am Main drei Stück dieser Brennstoffzellenbusse im Zuge des auf sechs Jahre angelegten Projekts bekommen. Die Gemeinschaftsbestellung wurde im Januar 2020 annulliert, weil der polnische Herstelle Autosan nicht liefern konnte.
Im Juni 2020 startete die ESWE eine europaweite Ausschreibung von zehn Brennstoffzellenbussen. Die Ausschreibung hatte der portugiesische Fahrzeughersteller CaetanoBus. gewonnen. Das erste Fahrzeug des Typ „H2.City Gold“ wurde im dritten Quartal 2021 ausgeliefert, die restlichen Busse bis Ende Dezember 2021. Alle Fahrzeuge befanden sich für ein Jahr im Linienbetrieb. Im Dezember 2022 gab ESWE Verkehr jedoch bekannt, dass die Wasserstoffbusse wieder verkauft werden sollen. Als Gründe wurden Probleme mit der Wasserstofftankstelle und in den Werkstattabläufen sowie zu wenig Platz auf dem Betriebshof genannt. Als Ersatz für die zehn Wasserstoffbusse und für 63 ältere Diesel-Solobusse bestellte die ESWE 36 18,7 m lange Gelenkbusse mit vier Türen, die seit April 2023 im Einsatz sind.

## Tarife
Die Städte Wiesbaden und Mainz bilden seit vielen Jahren mit dem Verkehrsverbund Mainz-Wiesbaden (VMW) eine Tarifgemeinschaft. Dazu gehören die benachbarten Orte Hochheim, Bischofsheim Ginsheim-Gustavsburg, Zornheim und Walluf. Wegen der Zugehörigkeit des Verbundgebietes zu zwei Bundesländern (Hessen und Rheinland-Pfalz) mit unterschiedlichen überregionalen Verkehrsverbünden gehört Wiesbaden im Rahmen des Tarifgebietes 65 zum RMV sowie als Teil der Doppelwabe 300 zum RNN. Fahrten in Wiesbaden (und im gesamten Tarifgebiet 65) sowie in andere RMV-Tarifgebiete unterliegen dem RMV-Tarif, Fahrten mit Fahrtziel im RNN werden nach RNN-Tarif berechnet. Die notwendigen Fahrscheine sind an allen Automaten, Verkaufsstellen und in den Fahrzeugen mit Fahrscheinverkauf erhältlich.
Die reinen Verkehre innerhalb des Tarifgebietes 65 (wiederum mit einer Ausnahme in Bischofsheim und Ginsheim-Gustavsburg) stellen mit der Preisstufe 13 eine Besonderheit dar. Hier sind Jahres- und Monatskarten ein gutes Stück günstiger als in der Preisstufe 3, außerdem gibt es mit den Sammelkarten die Möglichkeit, im Vorverkauf an Automaten, betriebseigenen und anderen Vorverkaufsstellen fünf Einzelfahrkarten mit einer Ermäßigung von etwa 20 % zu erwerben, die dann bei Fahrtantritt entwertet werden müssen. Die Sammelkarten sind vollwertige Fahrkarten und berechtigen zur Nutzung aller RMV-Verkehrsmittel im Tarifgebiet 65. Die Fahrzeuge von ESWE Verkehr und der Mainzer Mobilität haben die erforderlichen Entwerter im Fahrzeug, an den Bahnstationen stehen sie am Bahnsteig. Bei den Fahrzeugen, die im Tarifgebiet 65 ebenfalls verkehren und die nicht über Entwerter verfügen, müssen diese vom Fahrpersonal mittels Stempel oder handschriftlich entwertet werden. Die Sammelkarten sind historisch gewachsen und stellen im RMV eine Besonderheit dar, wohingegen es diese auch im RNN gibt.

## Belege
1. ↑  Drehscheibe Online: Der Obus, nicht das liebste Kind der Wiesbadener, abgerufen am 7. Juli 2011
2. ↑  Rhein-Main-Verkehrsverbund (RMV): Gute Aussichten für Aartalbahn zwischen Wiesbaden und Bad Schwalbach. 28. April 2023, abgerufen am 25. Juli 2023.
3. ↑  Stadt Wiesbaden: Startschuss für neue Nahverkehrspläne für Wiesbaden und den Rheingau-Taunus-Kreis. 25. November 2022, abgerufen am 25. Juli 2023.
4. ↑  Wiesbadener Kurier: Im Juni rollt ein 25-Meter-Doppel-Gelenkbus durch Wiesbaden. 5. April 2023, abgerufen am 25. Juli 2023.
5. ↑  Wiesbadener Kurier: Wiesbaden testet Megabus: Wie kommt er durch die Straßen? 30. Januar 2023, abgerufen am 25. Juli 2023.
6. ↑  Deutsche Bahn: bahn.de - Verbindungen - Ihre Auskunft. Abgerufen am 11. Oktober 2022.
7. ↑  www.wiesbaden.de: Neue Verbindungen von Wiesbaden in die Region ab Dezember, abgerufen am 15. März 2019
8. ↑  Neuer Fahrplan: mehr direkte Züge – mehr halbstündliche Züge. (Memento des Originals vom 12. Dezember 2018 im Internet Archive)  Info: Der Archivlink wurde automatisch eingesetzt und noch nicht geprüft. Bitte prüfe Original- und Archivlink gemäß Anleitung und entferne dann diesen Hinweis. In: der-takt.de. 7. Dezember 2018.
9. ↑  Eswe bräuchte 200 Busfahrer mehr abgerufen am 15. September 2022
10. ↑  Kein schnelles Ende der Busmisere in Wiesbaden abgerufen am 15. September 2022
11. ↑  Busse in Wiesbaden fahren morgens wieder öfter abgerufen am 9. Oktober 2022
12. ↑  Wiesbaden kehrt zum alten Busfahrplan zurück abgerufen am 11. September 2023
13. ↑  Busspuren in Wiesbaden – 1. September 1968 (Memento vom 21. Juli 2010 im Internet Archive)
14. 1 2  P. Stöveken: Rechnergesteuertes Betriebsleitsystem zur Optimierung des Busbetriebs. In: Erich Hoepke (Hrsg.): Omnibusse im Verkehrssystem von Ballungsgebieten. expert, 1995, ISBN 3-8169-1164-1, S. 115 f.
15. ↑  P. Stöveken: Rechnergesteuertes Betriebsleitsystem zur Optimierung des Busbetriebs. In: Erich Hoepke (Hrsg.): Omnibusse im Verkehrssystem von Ballungsgebieten. expert, 1995, ISBN 3-8169-1164-1, S. 117.
16. ↑  Der intelligente ESWE-Bus. Video im YouTube–Kanal von ESWE Verkehr.
17. ↑  Der Fuhrpark von ESWE Verkehr Stand August 2023
18. ↑  Tagesordnung II Punkt 13 der öffentlichen Sitzung am 29. Juni 2017 - Emissionsfreier ÖPNV Wiesbaden. Stadtverordnetenversammlung Wiesbaden, abgerufen am 27. Februar 2025.
19. ↑  Cora Werwitzke: Wiesbaden erhält vom Bund 14,5 Mio Euro für E-Busse. In: electrive.net. 7. Dezember 2018, abgerufen am 27. Februar 2025.
20. ↑  Daniel Bönnighausen: ESWE: Wiesbadener ÖPNV ab 2022 rein elektrisch. In: electrive.net. 8. August 2017, abgerufen am 27. Februar 2025.
21. ↑  hessenschau.de: Wiesbaden will Elektrobusse – muss aber Dieselfahrzeuge kaufen. Abgerufen am 30. Mai 2022.
22. ↑  Sachstandsbericht des Verkehrsdezernats zum emissionsfreien ÖPNV im Juni 2022, (PDF-Datei; 2,10 MB)
23. ↑  Thorsten Wagner: eCitaro für Wiesbaden - Mercedes Benz liefert 56 elektrische Stadtbusse. In: eurotransport.de. 10. April 2019, abgerufen am 27. Februar 2025.
24. ↑  Die Stadt der 100 eCitaro: ESWE Verkehr in Wiesbaden erhält Jubiläumsbus. In: daimlertruck.com. 7. Juli 2022, abgerufen am 28. Februar 2025.
25. ↑  Eswe Verkehr bestellt Wasserstoffbusse abgerufen am 1. Juni 2022
26. ↑  Erster Brennstoffzellenbus geht in Wiesbaden in den Regelbetrieb abgerufen am 1. Juni 2022
27. ↑  Wiesbaden schafft Wasserstoffbusse ab - und kauft Dieselbusse abgerufen am 17. Dezember 2022.